# Sancourt (Eure)
Sancourt es una localidad y comuna francesa situada en la región de Alta Normandía, departamento de Eure, en el distrito de Les Andelys y cantón de Gisors.

## Demografía
| 103 | 89 | 89 | 96 | 97 | 108 |
| Para los censos de 1962 a 1999 la población legal corresponde a la población sin duplicidades (Fuente: INSEE [Consultar]) |    |    |    |    |     |

## Lugares de interés
La iglesia del románico tardío de Saint-Clair, reconstruida en el siglo XIX.